# Автошлях E90
Європейський маршрут E90 є транс'європейською автомагістраллю класу А, що тягнеться від Лісабона (Португалія) до ірако-турецького кордону. Протяжність маршруту — 4 770 км.

## Країни і міста, через які проходить автомагістраль
- Португалія: Лісабон - Монтижу - Евора -  Кая -
- Іспанія: Бадахос - Мадрид - Сарагоса - Барселона -
- Пором Іспанія - Італія
- Італія: Мадзара-дель-Валло (Сицилія) - Алькамо - Палермо - Буонфорнелло - Мессіна - (переправа через море) - Реджо-ді-Калабрія - Катандзаро - Кротоні - Сибарис - Метапонто - Таранто - Бриндізі -
- Пором Італія - Греція
- Греція: Ігумениця -  Яніна - Козані - Салоніки - Александруполіс -
- Пором Греція - Туреччина
- Туреччина: Іпсала - Кешан - Галліполі - (переправа через море) - Лапсекі -  Бурса - Анкара - Адана - Топраккале - Газіантеп - Шанлиурфа - Нусайбін - Хабур
- Ірако-турецький кордон

## Фотографії

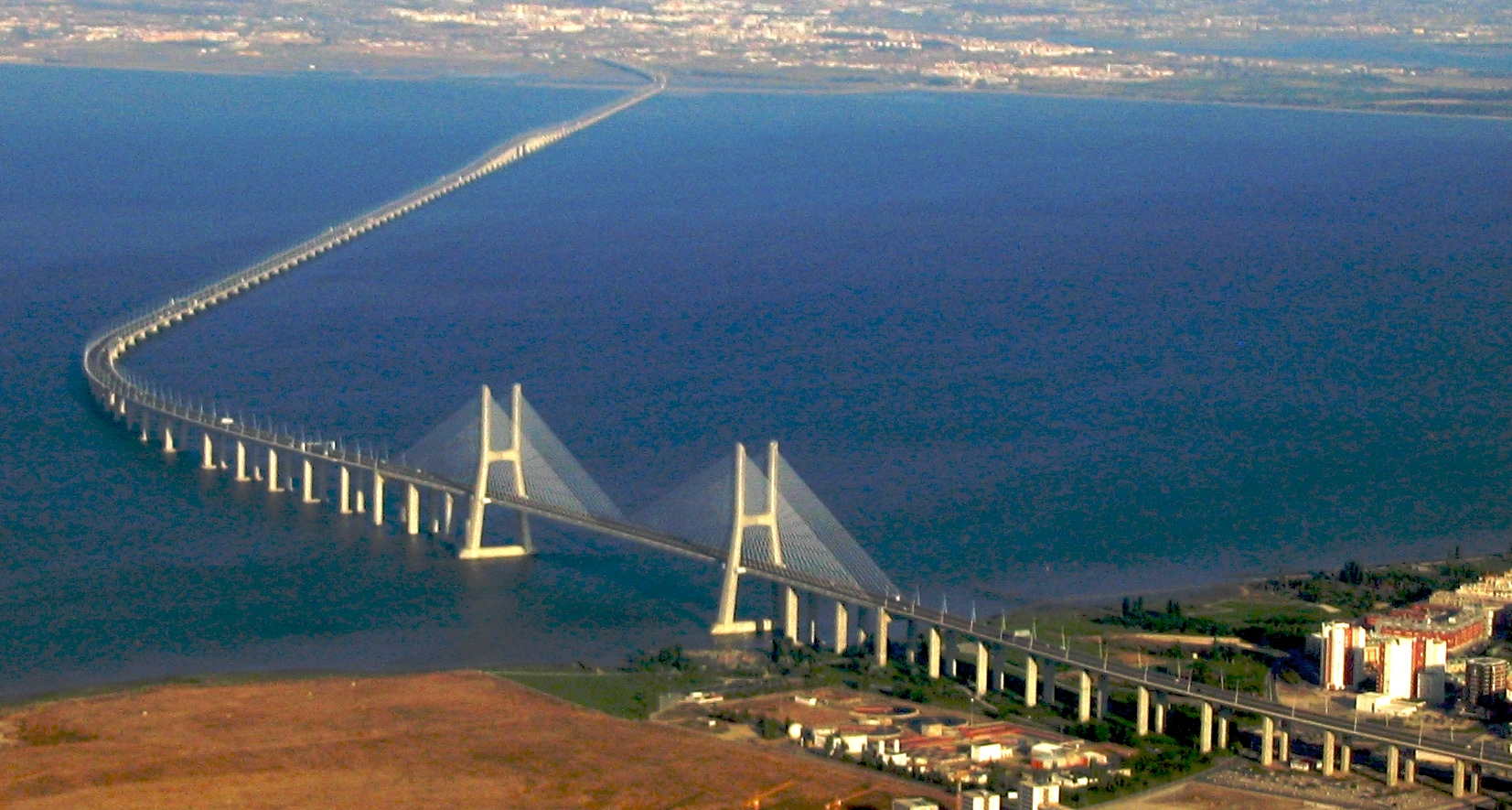
Міст Васко да Гама, Португалія
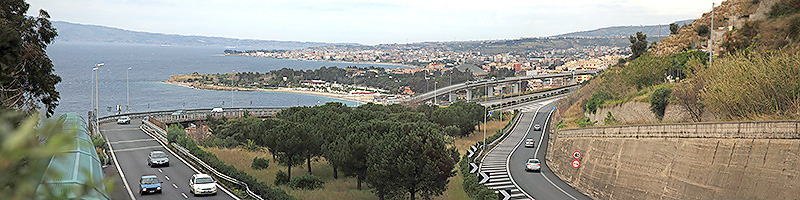
Панорама на автостраду Е90 біля Реджо-ді-Калабрія, Італія